# Parque nacional Precipicio
Precipicio es un parque nacional en Queensland (Australia), ubicado a 377 km al noroeste de Brisbane.

## Datos
- Área: 104,00 km²
- Coordenadas: 25°19′57″S 150°05′52″E / -25.33250, 150.09778
- Fecha de Creación: 1989
- Administración: Servicio para la Vida Salvaje de Queensland
- Categoría IUCN: II

Véase también:
- Zonas protegidas de Queensland

- Datos: Q3275808